# Браян Тейлор (баскетболіст)
Браян Двайт Тейлор (англ. Brian Dwight Taylor, нар. 9 червня 1951, Перт-Амбой, Нью-Джерсі, США) — американський професіональний баскетболіст, що грав на позиції атакувального захисника за декілька команд НБА.

## Ігрова кар'єра
На університетському рівні грав за команду Принстон (1970–1972). 
1972 року був обраний у другому раунді драфту НБА під загальним 23-м номером командою «Сіетл Суперсонікс». Проте професійну кар'єру розпочав 1972 року виступами у складі команди «Нью-Йорк Нетс» з АБА, за яку грав протягом 4 сезонів.
Виступи в НБА розпочав 1976 року виступами за «Канзас-Сіті Кінгс», захищав кольори команди з Канзас-Сіті протягом одного сезону.
З 1977 по 1978 рік також грав у складі «Денвер Наггетс».
Останньою ж командою в кар'єрі гравця стала «Сан-Дієго Кліпперс», до складу якої він приєднався 1978 року і за яку відіграв 4 сезони.